# Eugenia Umińska

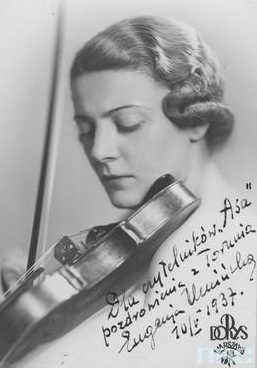
Eugenia Umińska (1937)

Eugenia Umińska (* 4. Oktober 1910 in Warschau, Russisches Kaiserreich; † 20. November 1980 in Krakau) war eine polnische Geigerin und Musikpädagogin.
Umińska besuchte von 1915 bis 1918 die Schule der Warschauer Musikgesellschaft, wo sie Schülerin von Mieczysław Michałowicz war. Von 1919 bis 1927 studierte sie am Warschauer Konservatorium Violine bei Józef Jarzębski. Sie vervollkommnete ihre Ausbildung bei Otakar Ševčík (1927–28) und George Enescu (1932–34).
Von 1932 bis 1934 war sie Konzertmeisterin im Orchester des Polnischen Rundfunks, danach bis 1937 Zweite Konzertmeisterin im Orchester der Warschauer Philharmonie. Zudem spielte sie die Erste Violine im Streichquartett der Warschauer Musikgesellschaft und war Mitglied des Polnischen Quartetts. Im Duo mit Karol Szymanowski führte sie mehrfach dessen Kompositionen auf. Als Solistin trat sie in den 1940er Jahren u. a. in England, Frankreich, Deutschland, Holland, Schweden, Norwegen, der Tschechoslowakei, Griechenland, Bulgarien und der UdSSR auf.
Als nach der deutschen Besatzung 1939 ein geregelter Konzertbetrieb unmöglich wurde, gründeten Umińska, der Cellist Kazimierz Wiłkomirski und die Pianistin Maria Wiłkomirska ein Klaviertrio, das in einem Kaffeehaus im Zachęta-Gebäude auftreten konnte. Als nach einem Konzert mit Werken ausschließlich polnischer Komponisten (Władysław Żeleński, Karol Szymanowski und Ludomir Różycki) das Zachęta geschlossen wurde, fand das Trio eine neue Wirkungsstätte in einem von dem Pianisten und Komponisten Bolesław Woytowicz geführten Kaffeehaus. Hier trat Umińska ab 1941 auch mit einem Streichquartett (mit Kazimierz Wiłkomirski, Roman Padlewski und Henryk Trzonek) auf und spielte u. a. Uraufführungen von Kompositionen Roman Padlewskis, Roman Palesters, Zbigniew Turskis, Stanisław Wiechowicz', Grażyna Bacewicz', Kazimierz Wiłkomirskis und Witold Rudzińskis.
Nach ihrer Weigerung, an einem von der deutschen Besatzung veranstalteten Konzert am Warschauer Stadttheater mitzuwirken, trat Umińska nur noch in heimlichen Untergrundkonzerten auf, bei denen auch Spenden für Künstler im Untergrund wie Władysław Szpilman gesammelt wurden. Sie arbeitete hier u. a. mit Witold Lutosławski und mit Andrzej Panufnik als Klavierduo zusammen und nahm zahlreiche Einspielungen für ein Rundfunkstudio im Untergrund auf.
1944 ließ sich Umińska zur Sanitäterin der Polnischen Heimatarmee ausbilden. Während des Warschauer Aufstandes wurde sie verhaftet und zur Zwangsarbeit nach Deutschland deportiert. Unterwegs gelang ihr jedoch die Flucht, und sie tauchte bis zum Kriegsende bei Freunden in der Nähe von Ostrowiec Świętokrzyski unter.
Im Juni 1945 trat Umińska erstmals nach dem Krieg in Krakau mit dem Violinkonzert D-Dur von Johannes Brahms mit dem Orchester der Krakauer Philharmonie unter der Leitung von Andrzej Panufnik auf. 1946 gründete sie ein Streichquartett, das fünfzehn Jahre lang bestand, später realisierte sie mit verschiedenen Krakauer Musikern Rundfunkaufnahmen in Triobesetzungen, zudem arbeitete sie als Violinduo mit Irena Dubiska. Ihr erstes Konzert nach dem Krieg in Deutschland gab sie 1949 in Berlin, wo sie Szymanowskis Erstes Violinkonzert unter Leitung von Grzegorz Fitelberg spielte.
Von 1945 bis 1980 unterrichtete Umińska an der Staatlichen Musikhochschule in Krakau. Sie erhielt hier 1962 eine Professur und war von 1964 bis 1966 Rektorin. Seit 1957 leitete sie die Fakultät für Streichinstrumente. Außerdem unterrichtete sie an der Staatlichen Musikschule und am Musiklyzeum der Stadt. Zu ihren Schülern hier zählten Kaja Danczowska und Wiesław Kwaśny, in der Besatzungszeit in Warschau hatte sie auch Wanda Wiłkomirska unterrichtet.
Regelmäßig wirkte Umińska als Jurorin an internationalen Violinwettbewerben mit. Sie war Mitbegründerin und von 1959 bis 1965 Vorstandsmitglied der Gesellschaft polnischer Musikinterpreten (SPAM) und Ehrenmitglied der Wieniawski-Musikgesellschaft in Posen und der Stiftung Eugène Ysaye in Brüssel. Vom polnischen Staat wurde sie mit dem Orden der Arbeit (1949), dem Staatlichen Musikpreis (1952 und 1955) und Auszeichnungen des Kultusministeriums (1964 und 1974) geehrt.